# Bruchomorpha abrupta
Bruchomorpha abrupta är en insektsart som beskrevs av Ball 1935. Bruchomorpha abrupta ingår i släktet Bruchomorpha och familjen Caliscelidae. Inga underarter finns listade i Catalogue of Life.